# Green life
『green life』（グリーンライフ）は、2008年10月1日から2014年3月31日までCROSS FMで放送されていたワイド番組である。
2010年2月までは「北九州（本社）スタジオ」からの、その後はI'm10階にあるCROSS FMのサテライトスタジオ「（新）北九州スタジオ」からの生放送を行っていた。ナビゲーターは、前番組『CROSS POWER CAST』から引き続き立山律子が務めていた。
なお、立山律子不在・休暇時のピンチヒッターは、八木徹（主に月曜、水曜）、ルーシー (DJ)（主に火曜、木曜、金曜）、honey、鶴田弥生、有賀真姫らが担当していた。

## 放送時間
いずれも日本標準時。
- 月曜 - 木曜 10:00 - 13:00 （2008年10月1日 - 2010年4月1日）
- 月曜 - 金曜 10:00 - 14:00 （2010年4月2日 - 2014年3月31日） - 週5日間かつ4時間枠での放送となる。

## コーナー

### 番組終了時点でのコーナー
- コスメ アカネ ぷるるん メイク塾（水曜 11:20 - ）
- FEEL THE GREEN （木曜 12:20 - ）
- crossfmファーム通信（金曜12:30-）
- ジャパネットたかたラジオショッピング
- music forest （10:44 - 、11:44 - 、12:44 - ） - 10時台にはCOLET提供の「COLET music forest」として、同店内BGMにリンクした音楽をミックスしてオンエア。11時台にはもち吉提供の「もち吉 presents music forest」として、懐かしの曲をミックスしてオンエアしていた。

### 途中で終了したコーナー
- 北九州シティBOX[1]（11:20 - ） - 北九州市の施設やイベントの情報を担当リポーターが電話で紹介するコーナー。北九州市の提供で放送。かつては夕方の番組『CATEGORY T.T.』で行われていた。